# Neoscona chiarinii
Neoscona chiarinii är en spindelart som först beskrevs av Pietro Pavesi 1883.  Neoscona chiarinii ingår i släktet Neoscona och familjen hjulspindlar. Inga underarter finns listade i Catalogue of Life.